# Kathedrale von Oviedo

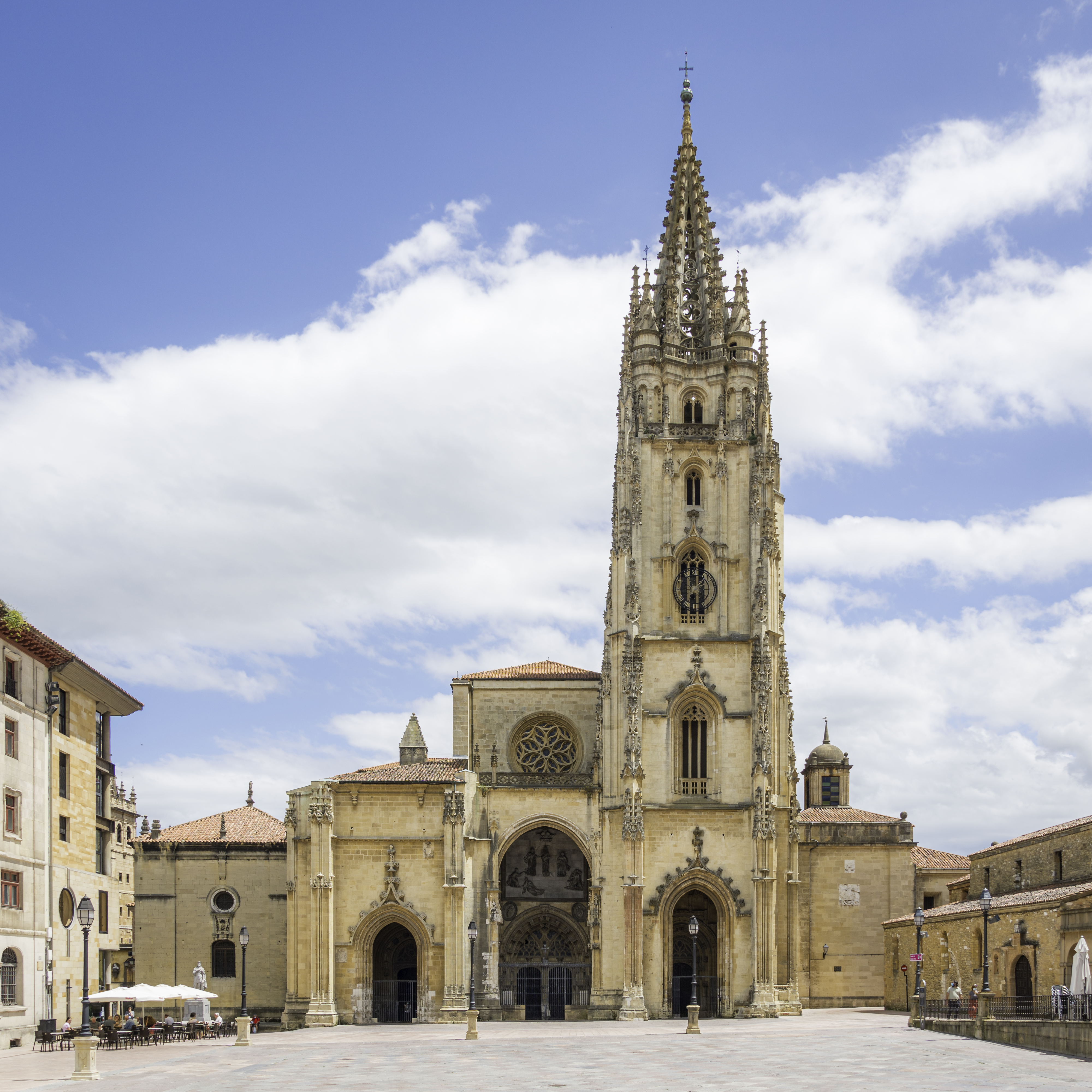
Kathedrale von Oviedo Westfassade

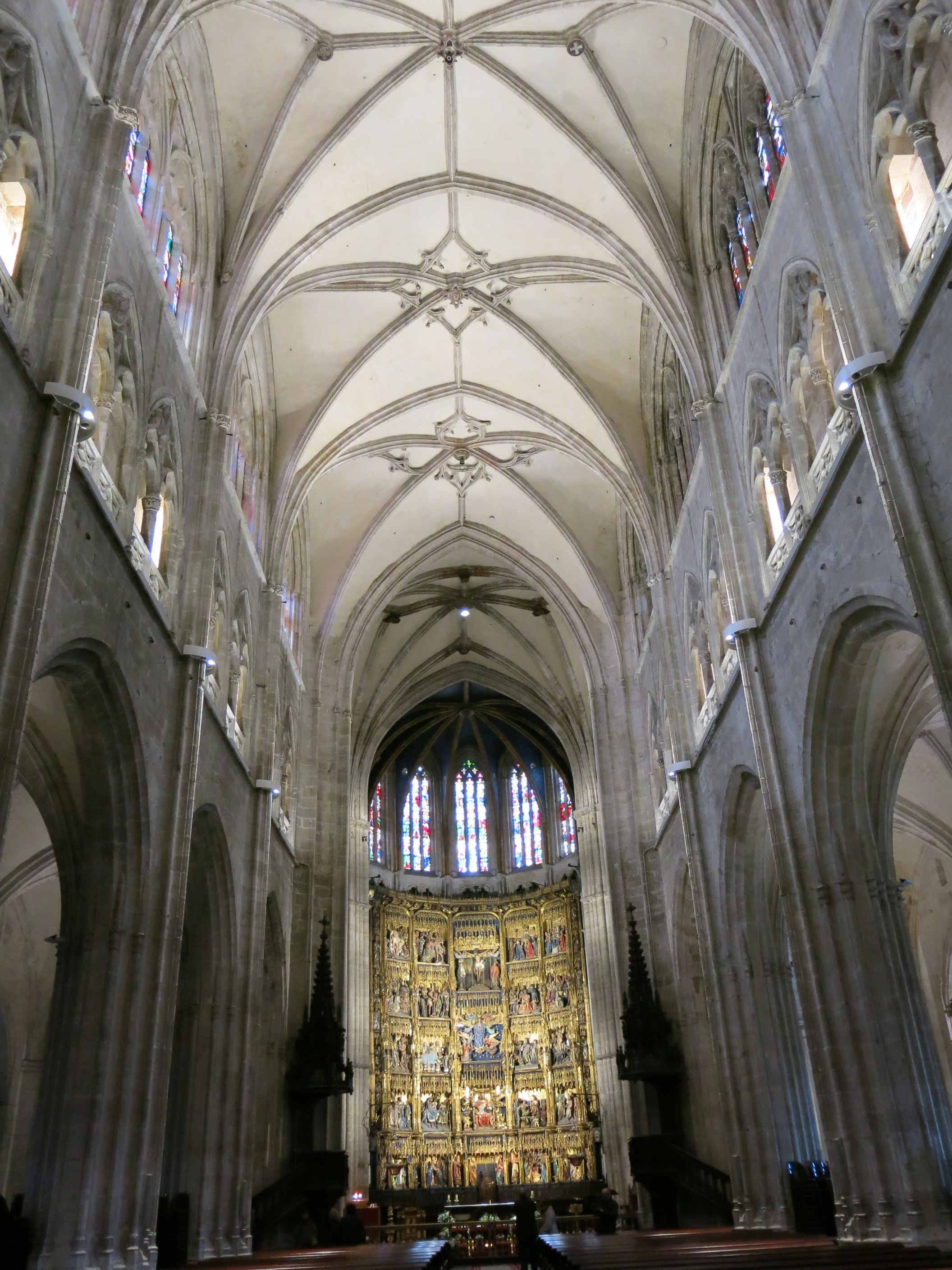
Hauptschiff

Die Kathedrale von Oviedo ist die Hauptkirche des nordspanischen Erzbistums Oviedo. Sie ist dem Erlöser (San Salvador) geweiht. Zu der Anlage gehören weitere Kirchen und Gebäude.

## Geografische Lage
Die Kathedrale liegt in der Stadt Oviedo im Fürstentum Asturien in Spanien. Sie befindet sich an der Stelle einer vorromanischen Kathedrale aus dem 9. Jahrhundert, von der einige Bauteile erhalten sind.

## Geschichte
Die heutige Kathedrale hatte mindestens drei Vorgängerbauten: Die hochmittelalterlichen Kirchen von König Fruela I. aus dem 8. Jahrhundert und von König Alfons II. aus dem 9. Jahrhundert sowie deren spätmittelalterlicher, romanischer Nachfolgebau.

### Kirche von Fruela I.
Der asturische König Fruela I. veranlasste den Bau einer ersten, San Salvador geweihten Kirche an der Stelle, an der heute die Kathedrale steht. Der genaue Zeitpunkt dafür ist unbekannt. In einer im 16. Jahrhundert zerstörten Inschrift, die sein Sohn, Alfons II., anbringen und die Bischof Pelayo (1098–1129) im Urkundenbuch der Kathedrale verzeichnen ließ, wird Fruela I. als Gründer bezeugt. Diese erste Kirche wurde im Jahr 794 bei einem muslimischen Überfall zerstört. Über die Architektur dieser ersten Kirche ist nichts bekannt.

### Kirche Alfons II.

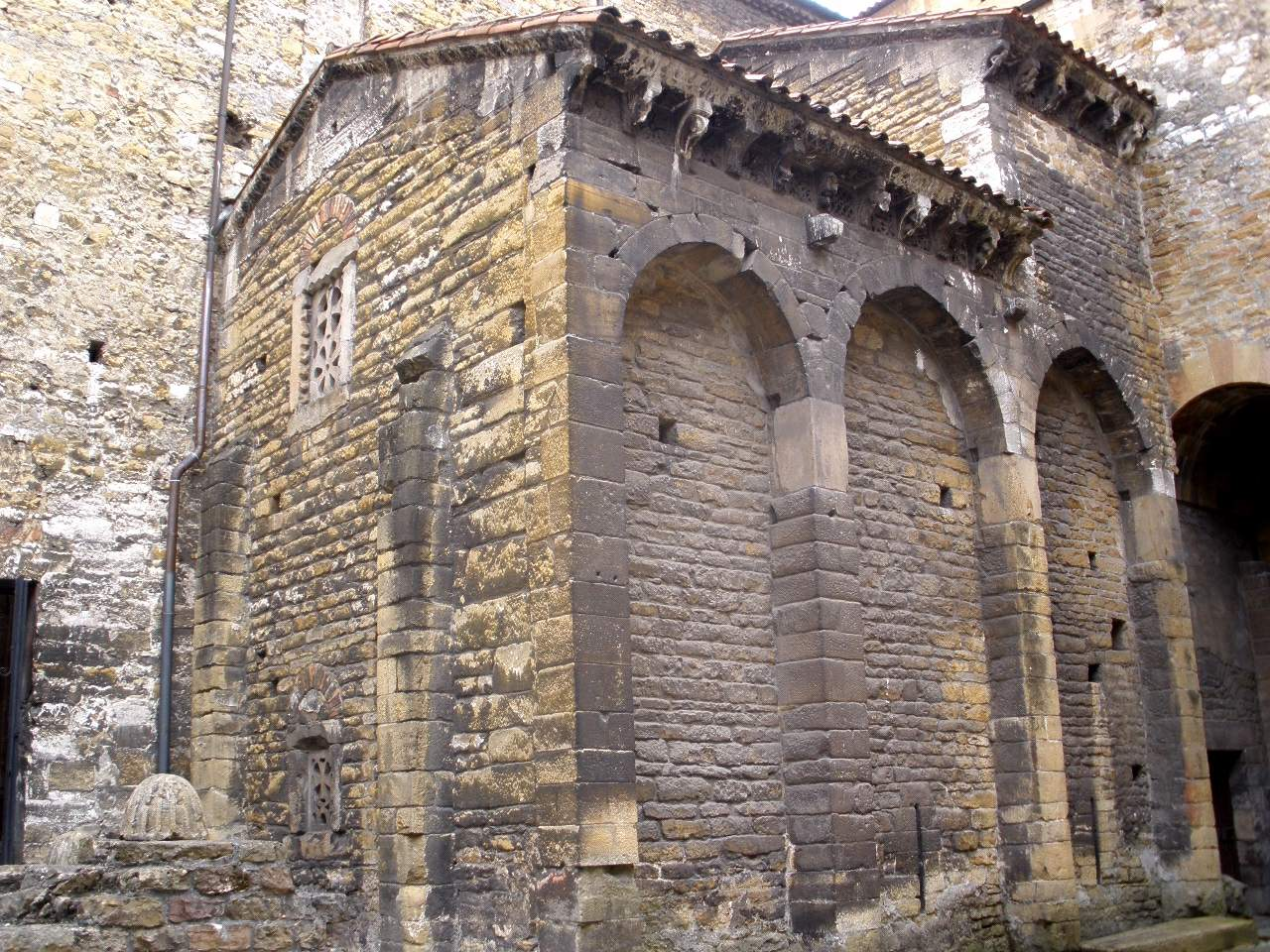
Außenansicht der Cámara Santa und der Krypta Santa Leocadia

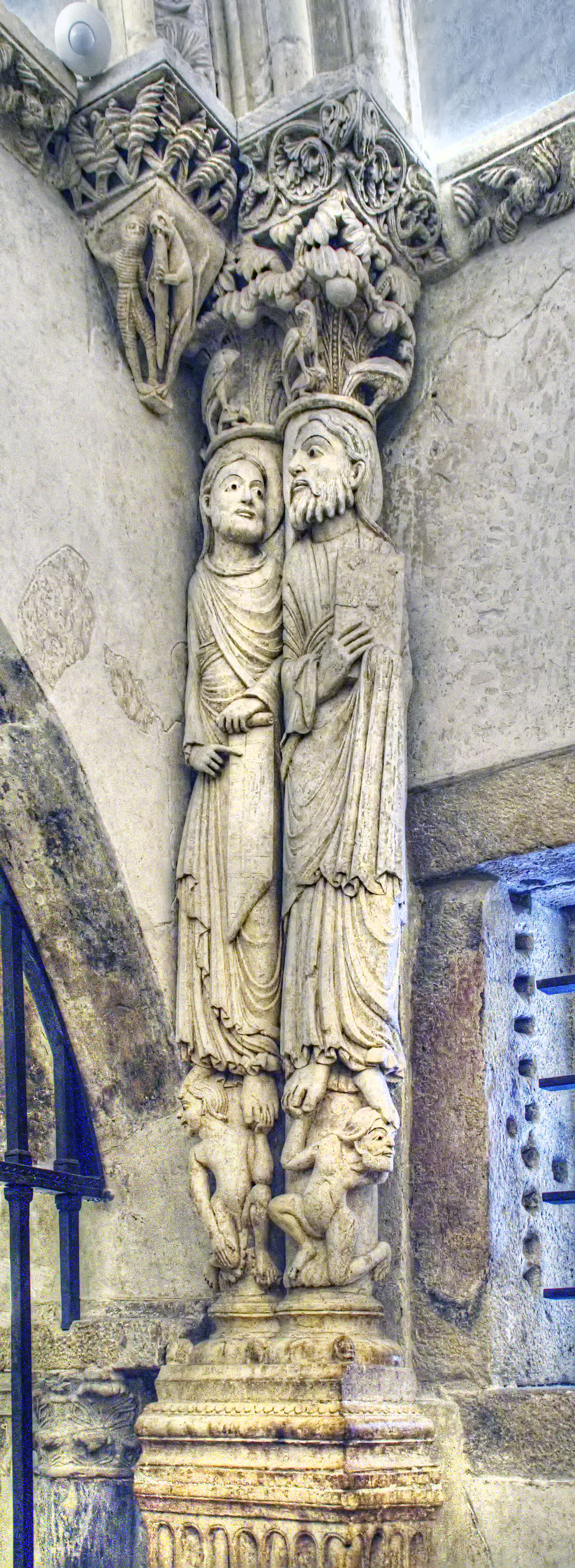
Apostelpaar in der Cámara Santa

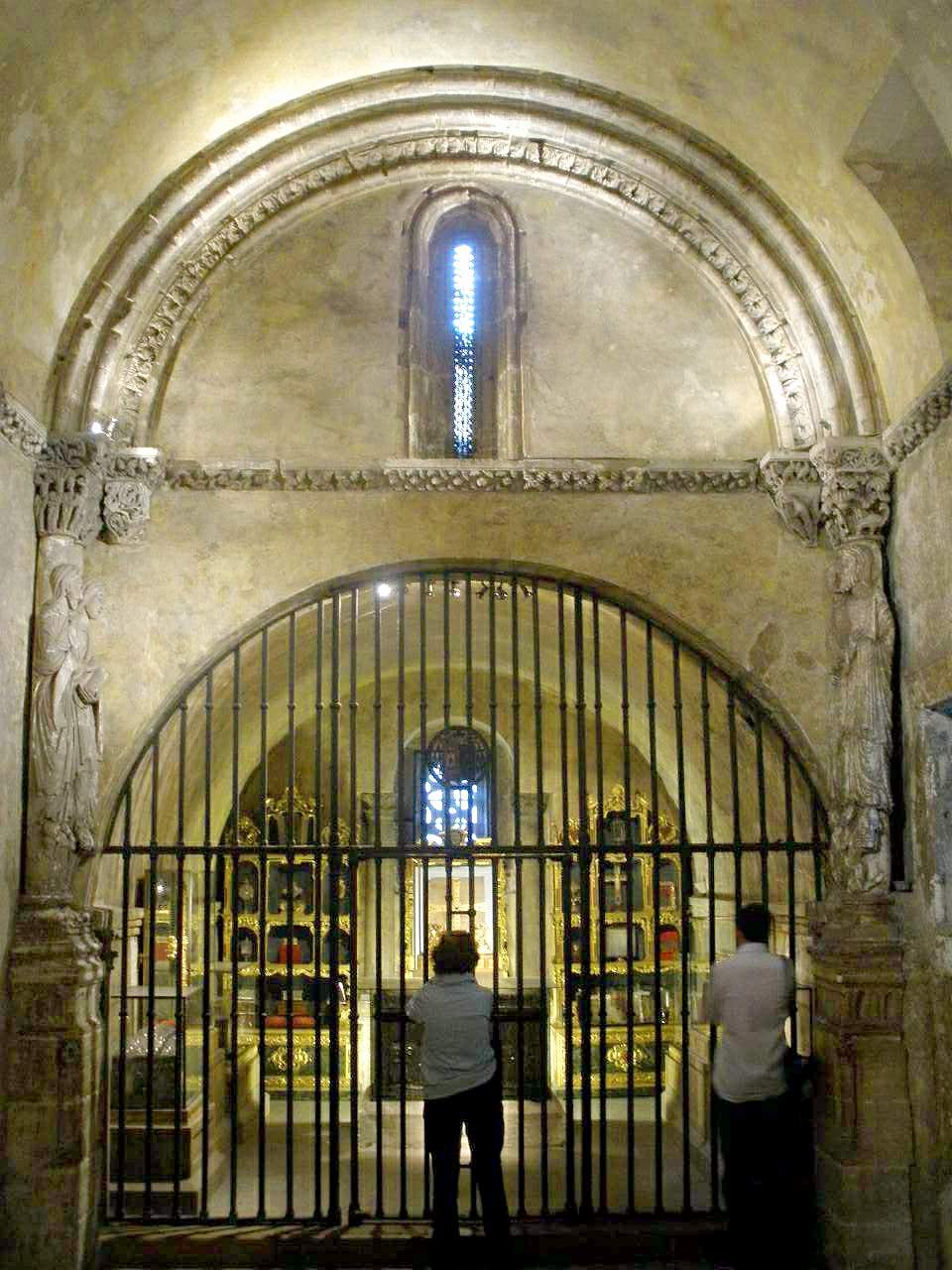
Cámara Santa: Blick aus dem Hauptraum auf das Sanktuarium

Alfons II. verlegte die Hauptstadt des Königreichs von Pravia nach Oviedo und veranlasste den Bau einer neuen Kirche. Diese wurde zur Kathedrale als im Jahr 811 das Bistum Oviedo gegründet wurde. Die Kathedrale bezog wahrscheinlich auch ältere Teile des Vorgängerbaus ein. Der Komplex umfasste mehrere Kirchen und andere Gebäude, wurde vielfach erweitert und umgebaut. Dazu gehörte das Kloster San Vicente (Mönche), das Kloster San Juan Bautista und San Pelayo (Nonnen). Neben der Kathedrale gab es eine Marienkirche und einen Friedhof, der bis ins 16. Jahrhundert genutzt wurde. San Salvador war die Hauptkirche, während Santa Maria als Friedhofskirche diente.
Die Basilika von San Salvador wurde wahrscheinlich am 13. Oktober 821 geweiht. Es handelte sich um ein dreischiffiges Gebäude. Vor jedem Schiff lag ein rechteckiger Chor. Die Schiffe waren mit einer flachen Holzdecke gedeckt. Die Maße der Kirche betrugen etwa 40 × 20 m und sie war mit ca. 25 m für die damalige Zeit sehr hoch. Der dreiteilige Altarraum beherbergte einen dem Erlöser geweihten Hauptaltar. Weiter gab es den 12 Aposteln geweihte Altäre, deren Zahl später auf 21 erweitert wurde. Die Kirche war innen ausgemalt.
Im Süden der Kirche befanden sich eine Reihe von Bauten, von denen heute noch Reste südlich der Kathedrale und unterhalb des heutigen Bischofspalastes erhalten sind. Nach der Zerstörung im asturischen Bergarbeiterstreik 1934 konnten in diesem Bereich zwischen 1942 und 1950 archäologische Ausgrabungen stattfinden. Dabei wurde festgestellt, dass diese Gebäude aus dem königlichen Palast von Alfonso II. hervorgegangen waren.

Die Cámara Santa ist danach um 884 während der Herrschaft Alfons III. an den nur wenig älteren „Alten Turm“ (Torre Vieja) angebaut worden und diente ursprünglich als Palastkapelle. Das Bauwerk ist zweigeschossig, ohne dass die beiden Ebenen innerhalb des Gebäudes miteinander verbunden waren. Die ursprüngliche Funktion des unteren Raumes ist völlig ungeklärt; sein Backsteingewölbe setzt tief an. Der Raum diente später als Krypta und wird heute als „Krypta von Santa Leocadia“ bezeichnet. Ob die Reliquien der Heiligen Leocadia von Toledo hierher verlegt wurden, ist jedoch umstritten. Sicher scheint, dass die Gebeine der Heiligen Eulogius und Leocritia aus Córdoba hierher transloziert wurden. Der obere Raum diente ab dem 11. Jahrhundert als Kapelle des Erzengels Michael. Dort wurden die Schätze und Reliquien der Kirche verwahrt, eine Funktion, die der Raum auch heute noch hat. Die Cámara Santa beherbergt die wertvollsten Schätze der Kathedrale: die Kreuze La Victoria und Los Angeles, Symbole Asturiens und der Stadt Oviedo, die Caja de las Ágatas und die Arca Santa („Heilige Arche“), die eine große Anzahl von Reliquien enthält, darunter das Heilige Grabtuch (Santo Sudario). 

### Romanische Kathedrale und Umbauten

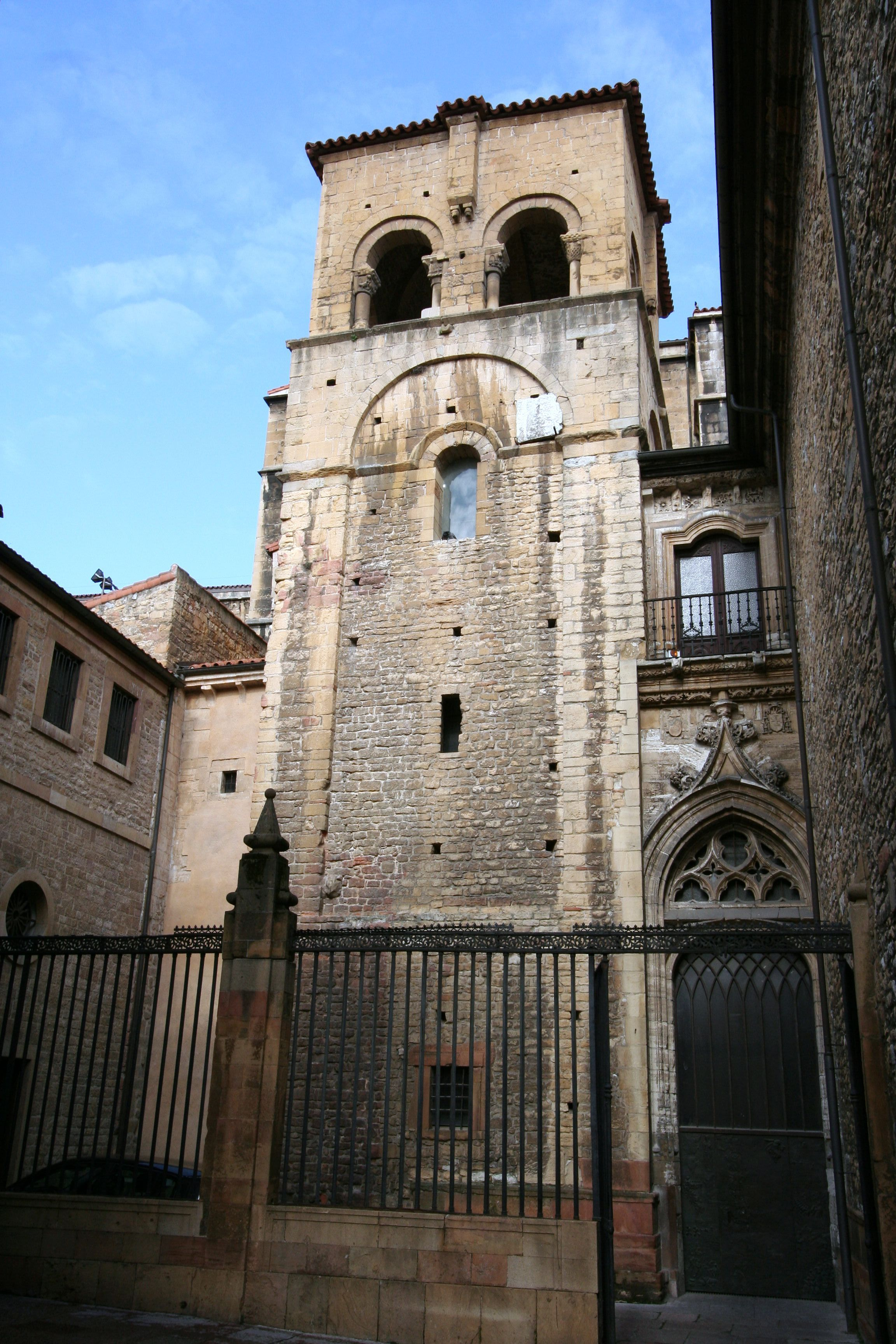
Romanischer Torre Vieja

Die Kirche Alfons’ II. wurde – wohl im 12. Jahrhundert – durch eine dritte, romanische Kathedrale ersetzt. Auch von ihr sind baulich nur relativ geringe Reste erhalten.
Bis Ende des 11. Jahrhunderts erfüllte der Torre Vieja seine defensive Funktion. Dann wurde er zu einem romanischen Glockenturm (campanario) umgebaut und erhielt dafür zwei Öffnungen. Er ist heute der letzte größere bauliche Rest aus romanischer Zeit in dem Komplex.
Im 12. Jahrhundert wurde auch die Cámara Santa umgebaut: Die bis dahin flache Holzeindeckung des Hauptraums wurde durch ein Tonnengewölbe ersetzt, das im Inneren auf vorgeblendeten Säulen ruht, die als Apostelfiguren gestaltet sind und als Meisterwerke spanischer romanischer Bildhauerkunst gelten. von 1165/1175. Die Figuren sind paarweise angeordnet. Jedes Paar scheint im Gespräch miteinander vertieft. Das Sanktuarium der Cámara Santa ist niedriger und dessen Gewölbe älter. An der Westwand sind die gemeißelten Köpfe einer Kreuzigungsgruppe zu sehen, Christi, Johannes und Maria. Der Rest der Szene war als Fresko gestaltet, das bei der Sprengung der Cámara Santa während des asturischen Bergarbeiterstreiks (1934) zerstört wurde, so dass heute die Köpfe aus dem bildlichen Zusammenhang gerissen sind.

### Die gotische Kathedrale

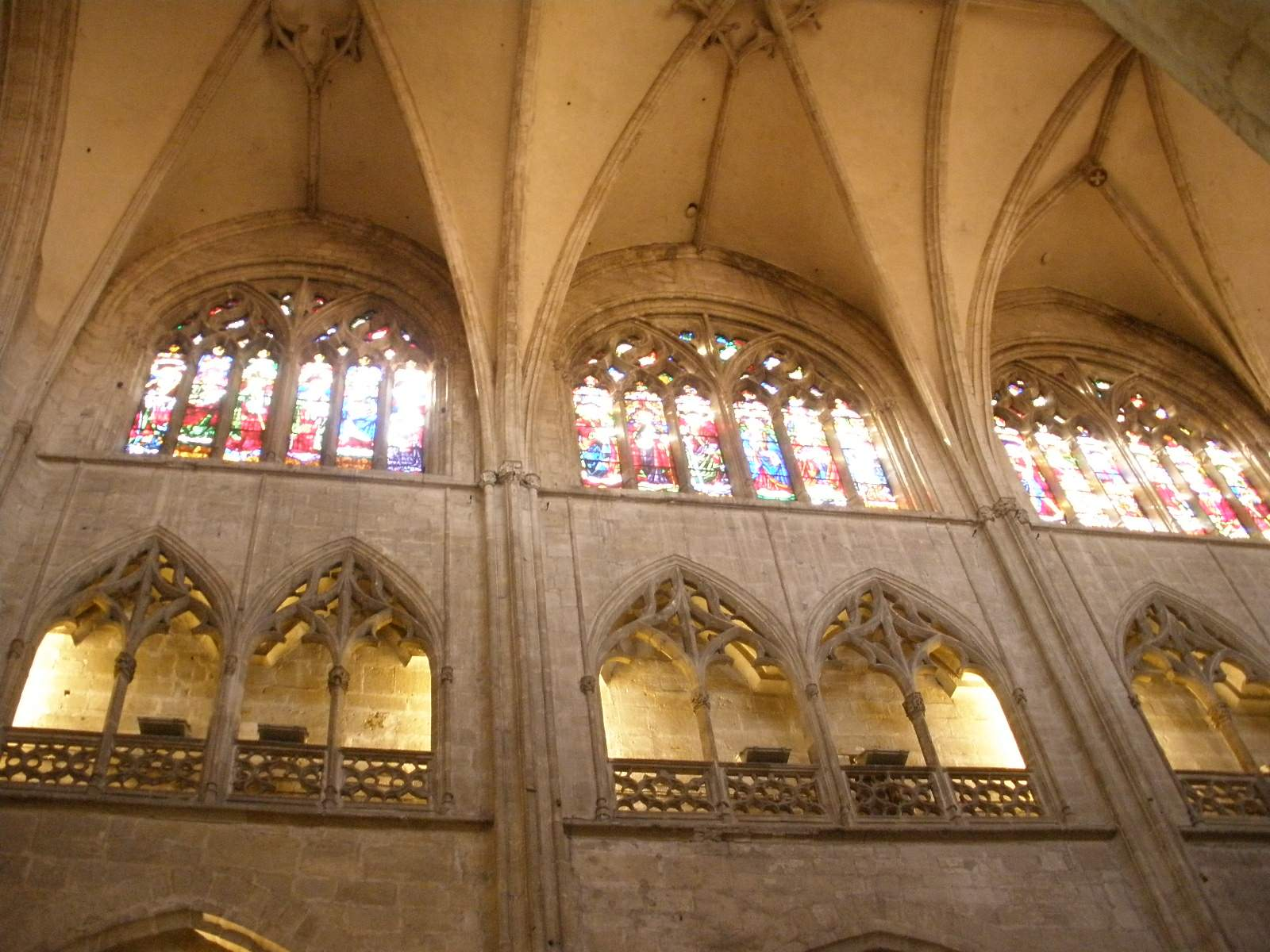
Gotische Wandgliederung

Der Einfluss der gotischen Architektur erreichte Asturien erst gegen Ende des 13. Jahrhunderts. Damals begann der gotische Umbau der Kathedrale, zunächst des Kapitelsaals und des Kreuzgangs. Erst hundert Jahre später begann die gotische Umgestaltung der Kathedrale. Der vom Kreuzgang aus zugängliche Kapitelsaal verdankt seinen Bau dem Domkantor Pedro Esteban, der im Jahr 1293 starb und im Saal selbst begraben wurde, sowie dem des Dekans und späteren Bischofs Fernando Alfonso (1295–1301), der 2000 Maravedís für den Bau spendete. Weder der Architekt noch das Datum für den Beginn der Arbeiten sind bekannt. Bekannt ist dagegen, dass die Arbeiten vor 1300 begonnen wurden und dass im März 1314 die erste Sitzung des Kathedralkapitels im neuen Raum stattfand.
Der Bau der gotischen Kirche begann im Jahr 1382 (nach anderen Angaben 1388) unter dem Bischof Gutierre de Toledo (1377–1389). Er sollte bis ins 16. Jahrhundert hinein dauern. Erster Architekt war Juan de Badajoz el Viejo. Das Kirchenschiff war im Jahr 1498 fertiggestellt und ab 1500 ging man an Fassadengestaltung und Türme (von denen letztendlich aber nur einer errichtet wurde). Der Turmbau begann im Jahr 1508 und wurde 1552 abgeschlossen; im Jahr 1575 brannte er jedoch ab. Beim Wiederaufbau, vollendet 1587, wirkte Einfluss von Burgos, wie etwa der durchbrochene Helm zeigt.

### 20. Jahrhundert
Am 11. Oktober 1934, während des asturischen Bergarbeiterstreiks, zündete eine Gruppe von Revolutionären in der Krypta der Cámara Santa eine Bombe, die das Gebäude schwer beschädigte. Auch die Kunstwerke erlitten große Schäden und es verschwanden wichtige Reliquien. Dennoch konnten Schätze aus der Krypta gerettet werden. Der Wiederaufbau nach dieser Katastrophe erfolgte zwischen 1939 und 1942 unter größtmöglicher Beachtung und Wiederherstellung nach dem Original.

## Gebäude

### Äußeres
Die heutige Fassade wurde zu Beginn des 16. Jahrhunderts nach dem Entwurf von Juan de Badajoz noch im gotischen Stil gestaltet; der Eingang ist als niedriger Portikus mit drei Bögen und drei Türen ausgeführt, die Zugang zu jedem der drei Schiffe gewähren. Sie ist mit einem flachen Rippengewölbe überdeckt. Der Entwurf sah eine Zweiturmfassade vor. Es blieb aber beim Bau von nur einem Turm mit einer Mischung aus gotischen und Renaissance-Elementen; dieser ist 80 m hoch, integriert in Portikus und Fassade und ist in fünf Stockwerke unterteilt, die nach oben immer kleiner werden. Im Turm befindet sich im zweiten Stock eine Uhr.

### Inneres
Der Grundriss der Kirche beruht auf einem lateinischen Kreuz. Sie hat drei Schiffe. Das Mittelschiff ist 10 m breit, 67 m lang und 20 m hoch und somit deutlich höher als die 6 m breiten Seitenschiffe. Das Gewölbe ruht auf Bündelpfeilern. Ursprünglich schloss die Kirche mit einer zentralen, halbkreisförmigen Apsis, die von zwei weiteren, kleineren vor den Seitenschiffen flankiert wurde. Die heutige gotische Apsis des Doms hat einen polygonalen Grundriss. Von den zwei Reihen mit Buntglasfenstern ist nur die obere heute sichtbar, da das übergroße Tableau des Hauptaltars die Sicht auf die untere Reihe verstellt. Im Barock wurde der Chorbereich umgestaltet, um einen Umgang zu gewinnen von dem radial Kapellen abgehen. Zahlreiche Kapellen sind auch den Seitenschiffen angegliedert.

### Ausstattung

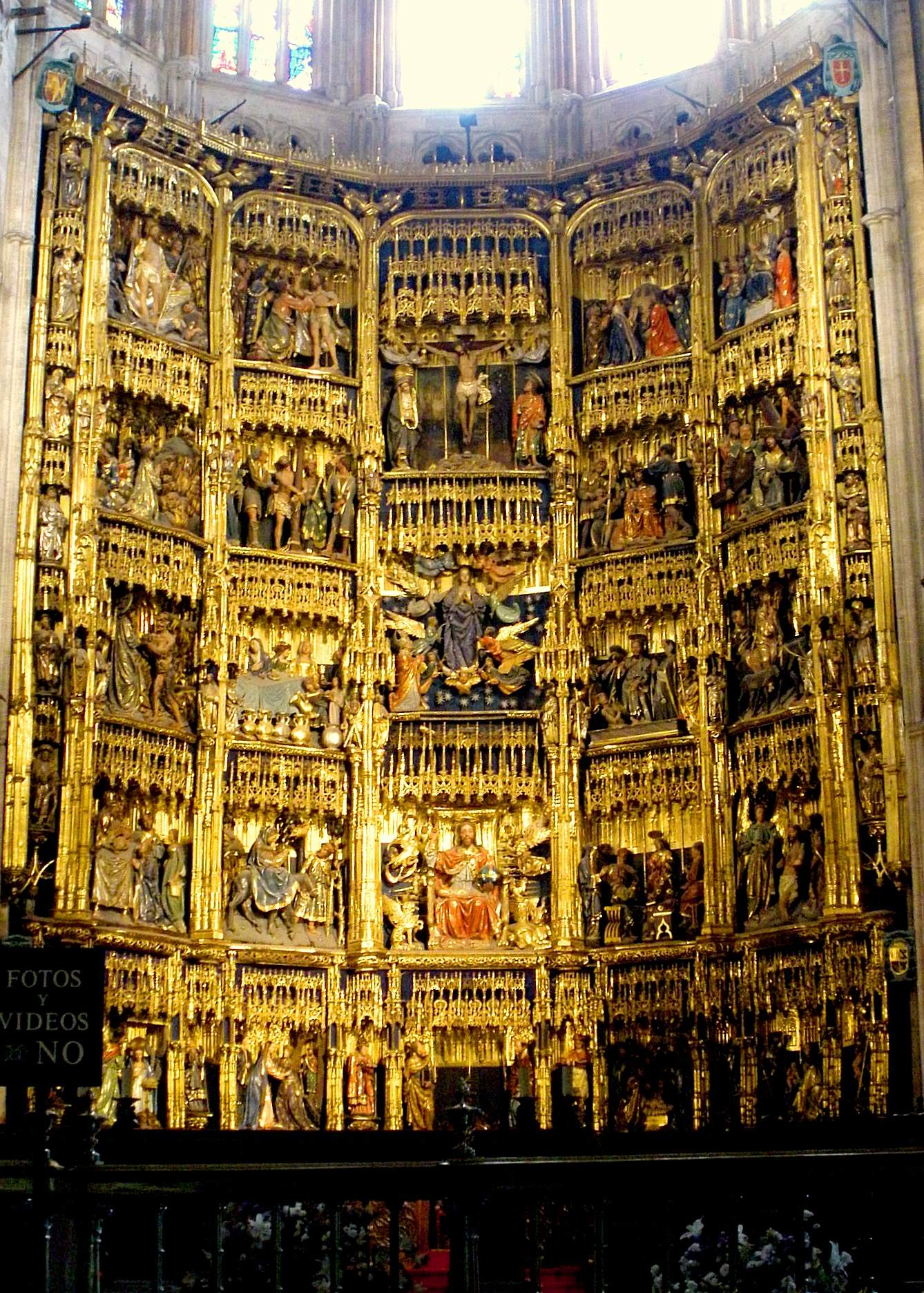
Retabel des Hauptaltars

- Am Kopf des südlichen Seitenschiffs, an der Säule des Südbogens des Querschiffes befindet sich das Bild des Erlösers, eine Skulptur aus dem 13. Jahrhundert. Es war ein wichtiges Ziel der Pilger.
- Der Hauptaltar ist dem Erlöser geweiht. Das Retabel wurde im Jahr 1511 von Giralte de Bruselas begonnen und 1531 von Juan de Balmaseda und Miguel Bingeles vollendet. Es ist mit 12 × 12 m „selbst für spanische Verhältnisse riesig“.[15] 24 Szenen aus dem Leben Jesu sind darauf dargestellt.[16]
- Die Hornacina de la Hidria stammt aus dem 15. Jahrhundert. Der Legende nach enthält die Nische eines der sechs Gefäße von der Hochzeit von Kana. Es war jahrhundertelang ein Pilgerziel. Das Gefäß fasst ca. 100 Liter und wird am 21. September, dem Fest des Evangelisten Matthäus, der Öffentlichkeit gezeigt. Bei dieser Gelegenheit wird daraus zuvor gesegnetes Wasser getrunken.[17]

### Kreuzgang
Der Kreuzgang (claustro) ist gotisch und wurde in verschiedenen Phasen zwischen 1300 und 1441 errichtet, immer wieder unterbrochen aufgrund finanzieller Schwierigkeiten. Er ist rechteckig, 27 × 32 m, wobei die Längsseiten von einem Bogengang mit vier und die kurzen von drei Bögen gebildet werden. Dieser Kreuzgang ersetzte einen romanischen Vorgänger aus dem 12. Jahrhundert. Im 18. Jahrhundert wurde die Anlage durch den Architekten Riva Ladrón de Guevara grundlegend verändert, als das obere Stockwerk hinzugefügt wurde. Wegen des langen Zeitraums, in dem an ihm gearbeitet wurde, enthält er verschiedene Baustile zwischen Romanik und Barock mit dem Schwerpunkt auf verschiedenen gotischen Formen. Der Kreuzgang hat insgesamt 167 plastisch gestaltete Kapitelle, wobei eine königliche Jagdszene und das Lamm Gottes noch aus dem abgetragenen romanischen Kreuzgang stammen.

### Kapelle Unserer Lieben Frau König Alfons II. (Capilla de Nuestra Señora del Rey Casto)

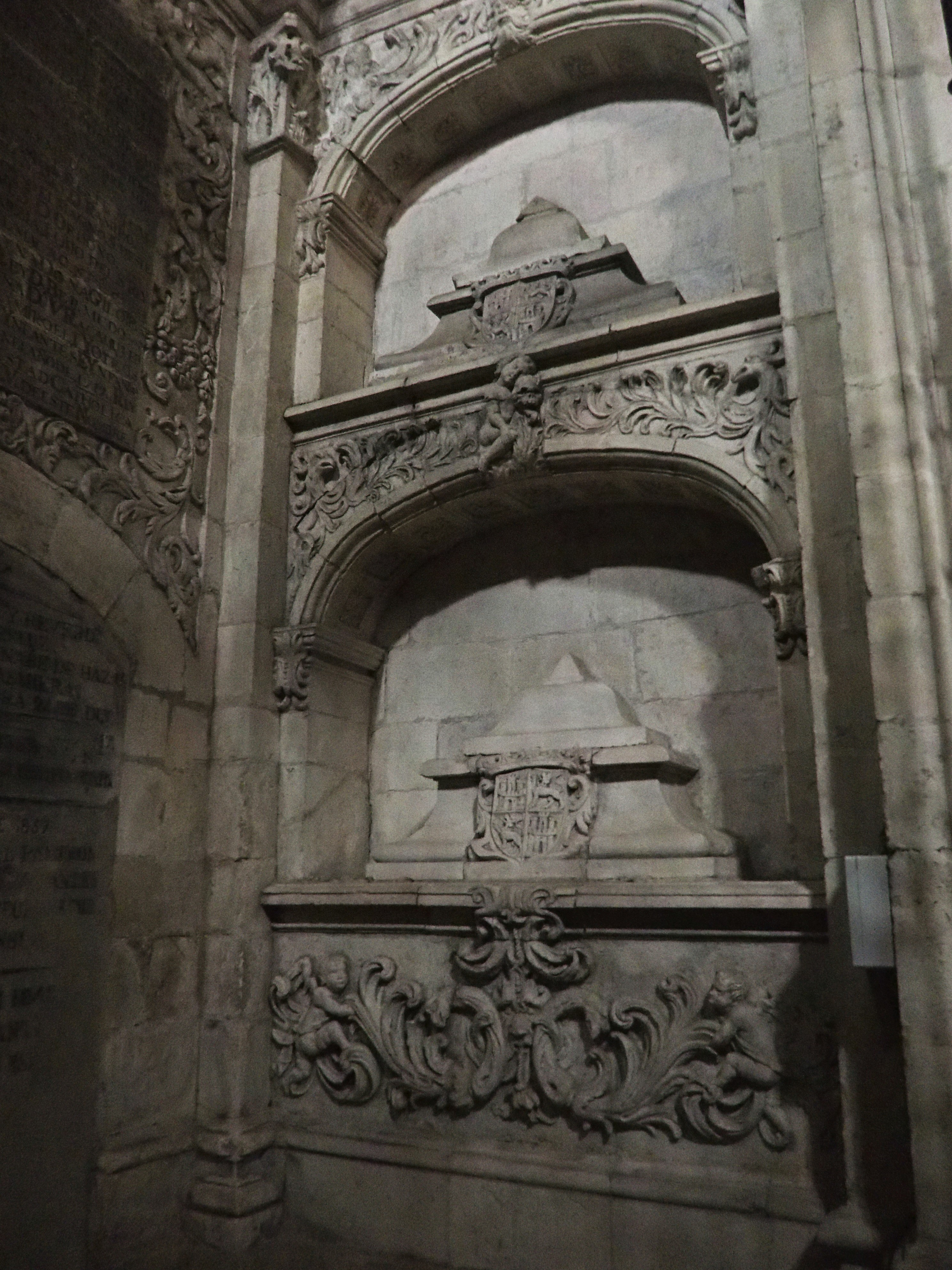
Begräbnisstätte der asturischen Königsfamilie (18. Jh.)

Die königliche Begräbnisstätte befand sich in der Kirche Nuestra Señora del Rey Casto, die an die Kathedrale von Oviedo auf Wunsch von König Alfons II. im 9. Jahrhundert angebaut wurde. Die Kapelle wurde in den Jahren 1705 bis 1712 im Auftrag des Bischofs Tomás Reluz über der älteren Kapelle neu errichtet. Sie hat einen eigenen Außeneingang durch einen Garten nördlich der Kathedrale. Mit der Kathedrale verbindet sie eine große, von Juan de Malinas zwischen 1470 und 1485 in spätgotischen Formen gestaltete Tür. Hier wurden zahlreiche Mitgliedern des asturisch-leonischen Königshauses bestattet. Die heute in barocken Urnen hier beigesetzten Mitglieder des asturisch-leonischen Königshauses sind:
- Fruela I. (722–768)
- Munia de Álava, Frau von König Fruela I. und Mutter von Alfons II.
- Bermudo I. († 797)
- Alfons II. (759–842)
- Berta, Frau von König Alfons II.
- Ramiro I. (842–850)
- Ordoño I. (Regierungsantritt 830–866)
- Munia, Frau von König Ordoño I. und Mutter von Alfons III.
- Alfons III. (848–910)
- Jimena de Asturias († 912), Frau von König Alfons III., Tochter von König García Íñiguez von Pamplona und Mutter von García I., Ordoño II. und Fruela II.
- García I. (871–914), König von León
- Fruela II. (ca. 875–925)
- Elvira Menéndez († 921), Frau von Ordoño II. von León und Mutter von Alfons IV. und Ramiro II. von León
- Urraca Sánchez († 956), Frau von Ramiro II. von León und Mutter von Sancho I. von León.
- Teresa Ansúrez († 997), Frau von Sancho I. von León und Mutter von Ramiro III. von León.

Ein wertvolles Ausstattungsstück der Kapelle ist der frühchristliche Sarkophagdeckel des Ithacius aus der Zeit um 500, der für ein jugendliches Mitglied einer der führenden römischen Familien Spaniens geschaffen wurde.

## Schutzstatus
Die Anlage und ihre Umgebung sind ein spanisches Kulturdenkmal und seit 2007 in der Denkmalliste entsprechend verzeichnet.
Die Cámara Santa wurde von der UNESCO im Jahr 1998 als Erweiterung einer Einschreibung aus dem Jahr 1985, zum Weltkulturerbe erklärt.
Im Jahr 2015 wurde die Kathedrale bei der Erweiterung des Welterbes Jakobsweg in Spanien ebenfalls ins Welterbe aufgenommen.